# Josef Hafrang
Josef Hafrang (* 1. Januar 1911; † 24. Dezember 1995) war ein deutscher Politiker (SED). Er war von 1953 bis 1958 Staatssekretär  im Ministerium für Aufbau der DDR.

## Leben
Hafrang schloss ein Studium in Prag als Ingenieur für Hochbau ab. Anschließend arbeitete er als Statiker und Konstrukteur bei Dyckerhoff & Widmann.
Er trat 1947 der Sozialistischen Einheitspartei Deutschlands (SED) bei. Er war als Hauptdirektor der Bau-Union Süd in Dresden und ab November 1950 als Leiter der Hauptverwaltung Bauindustrie im Ministerium für Aufbau der DDR tätig. Am 8. Dezember 1951 wurde er zum Mitglied der Deutschen Bauakademie (DBA) berufen und im März 1956 in das Präsidium der DBA gewählt.
Im Zusammenhang mit der Reorganisation des Ministeriums für Aufbau wurde Hafrang am 19. Dezember 1952 von der Regierung der DDR mit Wirkung vom 1. Januar 1953 zum Staatssekretär im Ministerium für Aufbau berufen (Nachfolger von Hans Wermund). Bei der Regierungsneubildung im November 1954 wurde er erneut zum Staatssekretär und Ersten Stellvertreter des Ministers ernannt. Die am 5. April 1955 vom Politbüro des ZK der SED beschlossene neue Struktur des Ministeriums für Aufbau wurde am 21. April 1955 vom Ministerrat bestätigt. Neuer Erster Stellvertreter des Ministers im Rang eines Staatssekretärs wurde Gerhard Kosel. Hafrang blieb Staatssekretär und übernahm als Arbeitsbereich im Ministerium die zentralen Abteilungen (Kader, Zentrale Referate, Planung und Koordinierung). Am 29. Juli 1958 beschloss das Politbüro des ZK der SED seine Ablösung als Staatssekretär und Einsetzung als Bezirksbaudirektor beim Rat des Bezirkes Cottbus. Man warf ihm Tendenzen von Managertum und grobe Verletzung der Prinzipien der sozialistischen Kaderpolitik vor.
Von 1958 bis 1960 fungierte er als hauptamtliches Mitglied des Rates des Bezirkes Cottbus und Bezirksbaudirektor. Gleichzeitig war er Abgeordneter des Bezirkstages Cottbus. 1959 wurde er Mitglied des Senats der Hochschule für Bauwesen Cottbus. Von 1961 bis 1962 war er Direktor des Instituts für Industrie- und Ingenieurbau in Leipzig, dann Direktor des VEB Typenprojektierung bei der DBA und ab 1966 stellvertretender Direktor des Instituts für Bauindustrie der DBA.
Hafrang lebte als Veteran in Mellensee. Er starb im Alter von 84 Jahren und wurde auf dem Friedhof Mellensee bestattet.

## Auszeichnungen
- 1969 Vaterländischer Verdienstorden in Bronze, 1975 in Silber und 1980 in Gold